# Hervé Gourdel
Pour les articles homonymes, voir Gourdel.
Ne doit pas être confondu avec l'illustrateur Hervé Gourdet.
Hervé Gourdel, né à Nice le 12 septembre 1959, est un guide de haute montagne français, mort le 23 septembre 2014, décapité par des « Soldats du califat », un groupuscule djihadiste algérien ayant prêté allégeance à l'État islamique.
Passionné de photographie (d'alpinisme entre autres), il nourrit une passion pour l'enseignement des techniques de la montagne. Il sera plus tard fasciné par les montagnes d'Afrique du Nord et d'Orient.

## Biographie
Guide de haute montagne, il fonde en 1987 Escapade, le Bureau des guides du Mercantour situé à Saint-Martin-Vésubie,,.
Parallèlement à son activité professionnelle, ce passionné de photographie depuis son enfance, effectue de nombreux voyages dans l'Atlas marocain, et dans des pays comme le Vietnam, le Népal ou encore la Jordanie. Au sujet de la montagne, il déclare vivre une « passion dévorante » découverte très tôt grâce à son père. Il a été formateur des premiers guides de montagne marocains de 1987 à 1993.
De 1992 à 1994, il est représentant du Syndicat national des guides de montagne et membre à ce titre du jury de l'examen d'accompagnateur en moyenne montagne (AMM). En 1995, il crée, avec Michel Bricola, Mercantour Formation qui organise des stages préparatoires à l'examen du Brevet d'État d'accompagnateur en moyenne montagne en France,. Entre 1995 et 1997, il a été président de la Compagnie des guides du Mercantour. Il enseigna dans l'Unité de formation no 3 « Moyenne montagne enneigée » d'AMM de 1999 à 2001 et en 2003.

## Enlèvement et mort

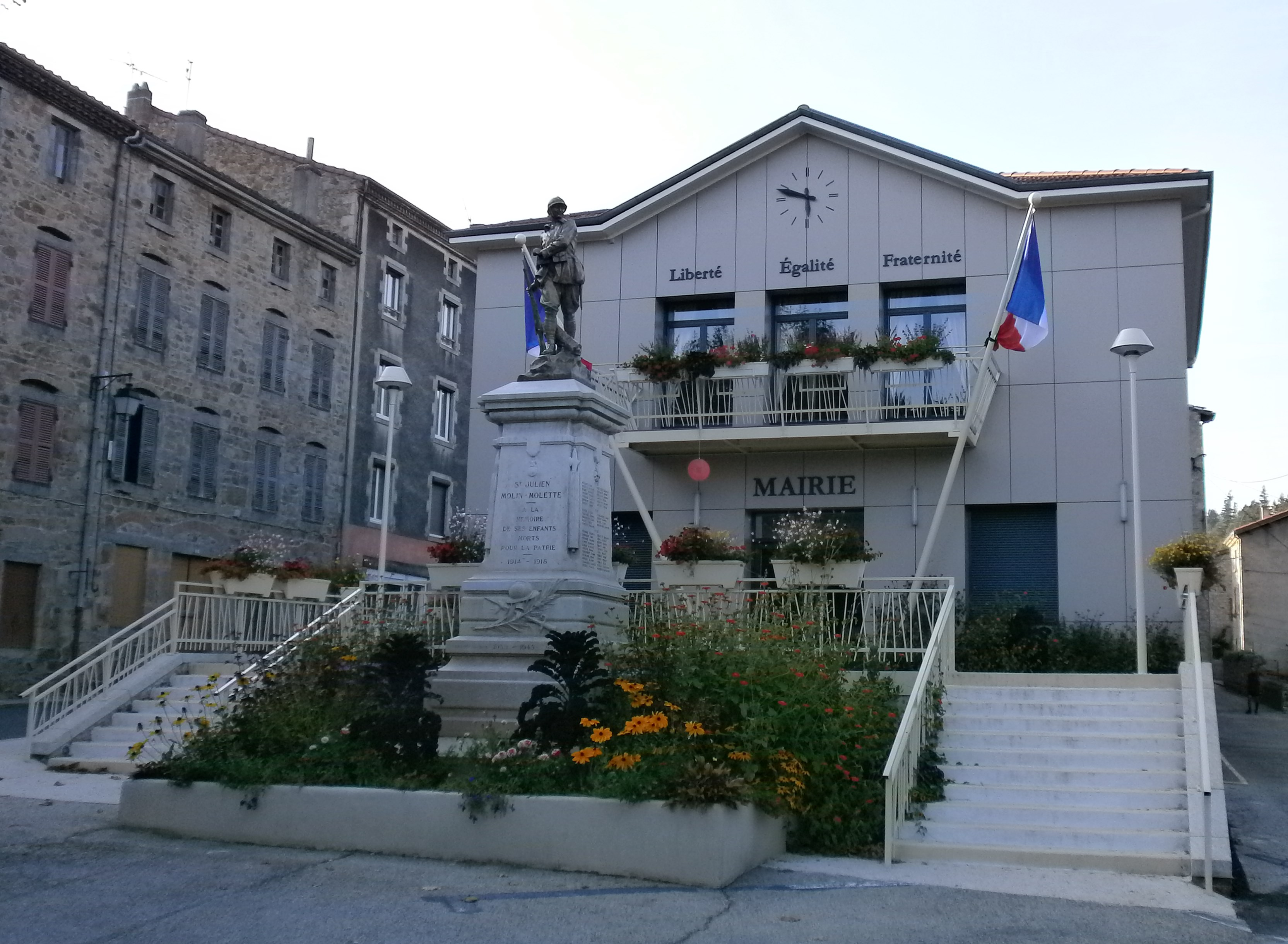
Mairie de Saint-Julien-Molin-Molette lors de l'hommage national à Hervé Gourdel en septembre 2014 (les drapeaux sont en berne).

Le 22 septembre 2014, Hervé Gourdel et cinq randonneurs sont enlevés dans le massif du Djurdjura près du village d'Aït Ouabane, dans la commune d'Akbil. Les cinq autres participants à la randonnée sont laissés libres après quatorze heures de séquestration, au motif qu'ils sont musulmans. Hervé Gourdel, lui, est gardé prisonnier. Son enlèvement est revendiqué par les « Soldats du califat en Algérie », un groupuscule né peu de temps auparavant d'une scission d'Al-Qaida au Maghreb islamique (AQMI) et ayant fait allégeance à l'État islamique. Les ravisseurs menacent de le tuer dans les 24 heures si la France ne cesse pas l'opération Chammal contre l'« État islamique » en Irak. Les compagnons sont accusés de coup monté, mais ils se défendent en arguant que l'attestation de résidence nécessaire pour l'obtention du visa était établie en bonne et due forme, l'information de la présence d'un étranger étant donc publique et connue des forces de police. Les recherches de l'armée algérienne ne donnent rien, ni pour retrouver Hervé Gourdel, ni pour retrouver ses ravisseurs.
Le gouvernement français refuse l'ultimatum et le 24 septembre 2014, les djihadistes de Jound al-Khalifa annoncent que l'otage a été décapité en diffusant son assassinat dans une vidéo intitulée Message de sang pour le gouvernement français. Sa captivité ne dura pas plus de trois jours, avant un assassinat dans la lignée de ceux des journalistes américains James Foley et Steven Sotloff et de l'humanitaire britannique David Haines,,,,,,. L'assassinat d'Hervé Gourdel est considéré comme la toute première réponse à l'appel lancé le 22 septembre 2014 (soit le jour de son enlèvement) par le porte-parole de l'État islamique, Abou Mohammed al-Adnani, qui demandait à tuer les ressortissants des pays de la coalition anti-EI, « en particulier les méchants et sales français ». 
Son corps est retrouvé par l'armée algérienne le 15 janvier 2015 au lieu-dit Tabounecht, dans la commune d'Abi Youcef (wilaya de Tizi Ouzou), à une vingtaine de kilomètres du lieu de son exécution,,. Sa dépouille a été rapatriée en France le 26 janvier 2015 à l'aéroport de Roissy Charles de Gaulle où un hommage lui a été rendu. Ses obsèques ont eu lieu le 30 janvier 2015 à Nice dans l'intimité familiale, avant d'être incinéré et ses cendres dispersées au sommet du Mont Gelas à 3 143 mètres d'altitude dans le massif du Mercantour.

## Conséquences
Hervé Gourdel est le sixième français séquestré puis assassiné par des djihadistes après Michel Germaneau, Denis Allex, Philippe Verdon, Ghislaine Dupont et Claude Verlon. Hervé Gourdel est en revanche le premier français dont la vidéo de l'assassinat est publiée sur YouTube. La précédente victime civile française d'une action terroriste en Algérie était Yann Desjeux, lors de la prise d'otages d'In Amenas, en janvier 2013.
À l'annonce de son assassinat et pour lui rendre hommage, Dalil Boubakeur, président du Conseil français du culte musulman (CFCM), appelle les « musulmans et leurs amis » à un rassemblement devant la Mosquée de Paris, auquel participent près de 500 personnes, de religion musulmane ou d'autres croyances, dont des personnalités publiques.
Du vendredi 26 septembre 2014 au dimanche 28 septembre 2014, trois jours de mise en berne des drapeaux marquèrent le deuil national en hommage à Hervé Gourdel.
En juin 2016, le ministre de la justice d'Algérie affirme que les assassins d'Hervé Gourdel ont été éliminés.
L'affaire est jugée à Alger le 18 février 2021. Quatorze personnes étaient poursuivies. Abdelmalek Hamzaoui, l'un des ravisseurs d'Hervé Gourdel, est condamné à mort. Sept autres membres du groupe djihadiste sont condamnés à mort par contumace. Six autres accusés poursuivis pour non-dénonciation de crime, dont les cinq accompagnateurs algériens d'Hervé qui avaient tardé à signaler l'enlèvement, sont acquittés. En décembre 2022, la justice algérienne confirme en appel la condamnation à mort du principal accusé.

## Hommages
Le 30 janvier 2016, est inaugurée une stèle en hommage à Hervé Gourdel à Nice sur la colline du Château.
En 2024, l’ancienne place du marché de Saint-Martin-Vésubie a été rebaptisée par la municipalité place Hervé Gourdel.

## Distinction
- Chevalier de la Légion d'honneur à titre posthume[31]